# Giambattista Leni
Giambattista Leni (né en 1573 à Rome, Italie, alors capitale des États pontificaux, et mort le 3 novembre 1627 à Rome) est un cardinal italien de l'Église catholique du XVIIe siècle, créé par le pape Paul V. Il est un parent du cardinal Scipione Caffarelli-Borghese (1605).

## Biographie
Giambattista Leni est référendaire au tribunal suprême de la Signature apostolique. Il est nommé évêque de Mileto en 1608.
Le pape Paul V le crée cardinal lors du consistoire du 24 novembre 1608. Le cardinal Leni est archiprêtre de la basilique du Latran. En 1611 il est transféré au diocèse de Ferrare et en 1626-1627 il est camerlingue du Sacré Collège.
Le cardinal Leni participe au conclave de 1621 lors duquel Grégoire XV est élu, et à celui de 1623 (élection d'Urbain VIII)

## Succession apostolique
Giambattista Leni a ordonné les évêques suivants :
- Évêque Sebastiano Roberti (en) (1609)
- Évêque Pedro de Mata y Haro (it), C.R. (1609)
- Évêque Erasmo Paravicini (it) (1611)
- Évêque Antonio Maria Franceschini (1611)
- Évêque Roberto Roberti (en), O.P. (1612)
- Évêque Camillo Moro (en) (1612)
- Cardinal Gianfrancesco Guidi di Bagno (1614)
- Archevêque Vitaliano Visconti Borromeo (it) (1616)
- Évêque Vincenzo Landinelli (en) (1616)
- Évêque Carlo Carafa (it) (1616)
- Évêque Altobello Carissimi (1617)
- Évêque Alfonso Sacrati (en) (1617)
- Évêque Fabrizio Landriani (en) (1617)
- Évêque Ippolito Borghese (en), O.S.B. (1618)
- Archevêque Marsilio Peruzzi (it) (1618)
- Évêque Gregorio Del Bufalo (1619)
- Évêque Maurizio Ricci (1619)
- Évêque Alfonso Giglioli (1619)
- Évêque Ferdinando Millini (en) (1619)
- Évêque Francesco Campanari (en) (1620)
- Évêque Alfonso Petrucci (1620)
- Cardinal Pietro Campori (1621)
- Cardinal Giulio Roma (1621)
- Cardinal Desiderio Scaglia, O.P. (1621)
- Évêque Giacinto Petroni, O.P. (1622)
- Évêque Giovanni Battista Roviglioni (1623)